# Mangere Island
Mangere Island ist eine kleine Insel, die zu den Chatham-Inseln gehört, die sich insgesamt auf eine Seefläche von rund 7000 km² verteilen. Die Insel liegt rund 650 km südöstlich der Nordinsel Neuseelands und rund 860 km östlich von Christchurch entfernt. Die Insel ist unbewohnt. Politisch gehört sie zum Chatham Islands Territory, der kleinsten Verwaltungseinheit Neuseelands.
Mangere Island und die angrenzende Little Mangere Island sind die erodierten Überreste eines erloschenen Vulkans aus dem Pliozän. Der höchste Punkt der Insel, Whakapa, liegt 292 Meter über dem Meeresspiegel.
Die Insel war bis in die 1890er Jahre bewaldet und wurde dann abgeholzt, um Weideland für Schafe zu schaffen. Kaninchen und später Katzen gelangten im Rahmen der landwirtschaftlichen Nutzung ebenfalls auf die Insel. Die landwirtschaftliche Nutzung endete 1966, die neuseeländische Regierung ließ die Insel aufkaufen und als Naturreservat ausweisen. Die letzten Schafe wurden 1968 von der Insel verbracht, seitdem wird versucht, die Fauna und Flora der Insel wieder zu regenerieren. Mehrere für die Chathaminseln endemische Vogelarten sind seitdem auf der Insel wieder eingeführt. Zu den wieder eingeführten Vögeln zählt der Chatham-Schnäpper, der unverändert zu einem der seltensten Vögel der Welt gehört. Sie ist auch wieder Heimat des Chathamregenpfeifers.

## Einzelbelege
1. ↑  David Attenborough; The Life of Birds. BBC, 1998, ISBN 0-563-38792-0. S. 304